# Izel-lès-Équerchin
Izel-lès-Équerchin è un comune francese di 917 abitanti situato nel dipartimento del Passo di Calais nella regione dell'Alta Francia.

## Società

### Evoluzione demografica
Abitanti censiti